# Samuel Smiles
Samuel Smiles (23 de diciembre de 1812 - 16 de abril de 1904), autor y reformador escocés.

## Infancia y juventud
Nació en East Haddington, Escocia, hijo de Janet Wilson y Samuel Smiles, originario de Haddington, Smiles fue uno de los 11 hijos vivos de este matrimonio. Dejó la escuela a la edad de 14 años y se convirtió en aprendiz de un médico, situación que finalmente habilitó a Smiles para estudiar medicina en la Universidad de Edimburgo. Su padre murió a causa de la epidemia de cólera en 1832. Smiles pudo continuar con sus estudios con el apoyo de su madre, quien siguió al frente de un negocio familiar vendiendo herramientas, libros y otras cosas, fiel a la creencia de que el Señor iba a proveer. Su ejemplo, trabajando incesantemente para mantener a sus nueve hermanos menores, lo influenció fuertemente en su vida futura, aunque desarrolló un perfil más benigno y tolerante, difiriendo un poco con sus parientes. Mientras estudiaba y después de graduarse, ayudó en la campaña de la Ley de reforma de 1832, contribuyendo con artículos publicados en el Edinburg Weelky Chronicle y el Leeds Times. 

## Vida personal
Samuel se casó con Sarah Ann Holmes Dixon en Leeds, el 7 de diciembre de 1843. Tuvieron tres hijas, Janet, Edith y Lilian, y dos hijos, William y Samuel. Durante su adolescencia, Samuel Jr. contrajo una enfermedad pulmonar, por lo que su padre fue aconsejado para que lo mandara a un largo viaje por mar. Las cartas que el joven Samuel mandó a casa, así como el registro que llevó de sus viajes a Australia y América entre febrero de 1869 y marzo de 1871, fueron editados y publicados por su padre en Londres, en 1877, bajo el título El viaje de un niño alrededor del mundo. 
Entre los nietos de Samuel están Sir Walter Smiles, Miembro del Parlamento por el Partido Unionista del Úlster. A través de esta línea consanguínea, Samuel Smiles también es ancestro directo del popular explorador Bear Grylls.

## Política
En noviembre de 1838, Smiles fue invitado a ser editor del periódico Leeds Times, puesto que aceptó y ocupó hasta 1842. En mayo de 1840, Smiles es nombrado secretario de la Asociación Leeds para la Reforma Parlamentaria, una organización que se apegó a los seis objetivos del Cartismo: sufragio universal para todos hombres mayores de 21 años, distritos electorales del mismo tamaño, ejercer el voto por medio del sufragio secreto, fin a los requisitos para ser Miembros del Parlamento más que ganar la elección, sueldo para los Miembros del Parlamento, y elecciones parlamentarias anuales. 
Como editor de Leeds Times, impulsó causas radicales desde el voto de la mujer hasta el librecambismo para convertirlas en reformas parlamentarias. Al final de la década de los años cuarenta, Smiles se preocupó por el apoyo al uso de la fuerza física por parte de los Cartistas  Feargus O'Connor y Goerge Julián Harney, aunque parecía que estaba de acuerdo con que las tácticas usadas hasta ese momento no eran efectivas, opinando que: "la reforma política por sí sola no puede subsanar los múltiples males que afectan nuestra sociedad". Durante los años de la década de los cincuenta,  parecía que se había dado por vencido en cuanto generar cambio social por medio de reformas parlamentarias y otros cambios estructurales. El resto de su carrera se dedicaría a apoyar el automejoramiento individual.   
En 1842, Samuel Smiles dejó el Leeds Times para convertirse en el secretario del Leeds and Thirsk Railway , o bien, lo que sería el  South Eastern Railway años más tarde.

## Autoayuda

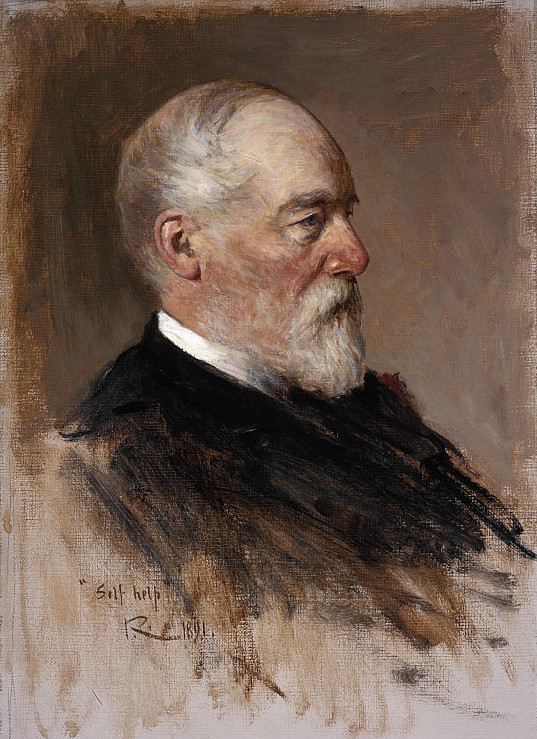
Samuel Smiles (1812-1904).

Los orígenes de su libro más famoso, Self-Help, se encuentran en un discurso que dio en marzo de 1845 en respuesta a una petición de una Sociedad de Mejoramiento Mutuo, publicado cómo La Educación de las Clases Trabajadoras. En esta, Smiles dice: 

No haré pensar a nadie que, porque mencioné a individuos que han salido adelante de la pobreza gracias a la auto-educación para obtener prominencia social, e incluso riqueza, sean estos los puntos nodales a los que hay que apuntar. Esa sería una gran falacia. El conocimiento es, en sí mismo, uno de los goces más grandes. El hombre ignorante pasa a través del mundo siendo ajeno a todos los placeres, menos a los que corresponden a los sentidos ... Cada ser humano tiene una gran misión que lograr, nobles facultades que cultivar, un vasto destino que cumplir. Debe de tener a mano los medios que la educación provee, ejerciendo libremente todos los poderes de su naturaleza deiforme.

La recién fundada editorial Routledge rehusó publicar Self-Help en 1855. Veinte años después, Smiles estaba sentado al lado de George Routledge en una cena, y le dijo: "¿Y cuando, Dr. Smiles, vamos a tener el honor de publicar uno de sus libros?", a lo que Smiles respondió que el Sr. Routledge ya había tenido el honor de rechazar Self-Help. Aunque John Murray estaba dispuesto a publicar  Self-Help bajo un sistema de reparto de la mitad de las ganancias, Smiles lo rechazó porque no quería que el libro perdiera sus anécdotas. En 1859 publicó el libro con sus propios recursos y asumiendo el riesgo total de las pérdidas, quedándose con todos los derechos de autor y dándole un diez por ciento de comisión a John Murray. Vendió 20.000 copias al año de publicarse. Para cuando Smiles había muerto, en 1904, se habían vendido un cuarto de millón de copias. Self-Help llevó a Smiles a obtener un estatus de celebridad: casi de la noche a la mañana se convirtió en el erudito líder y gurú consultadísimo. Smiles "se puso de moda repentinamente, y fue abrumado con solicitudes para poner primeras piedras, posar para ser retratado, presentar premios para niños huérfanos, y dictar discursos. Este personaje sencillo estaba deleitado con las invitaciones que, evidentemente, no podía aceptar. Tenía trabajo pendiente... su deber no estaba en ninguna plataforma pública... estaba en su oficina con su trabajo".

## Últimos años
Smiles escribió artículos para Quarterly. En un artículo sobre ferrocarriles, argumentaba que el ferrocarril debía de ser nacionalizado y que se debía de promover los pasajeros de tercera clase. En 1861 Smiles publicó un artículo en  Quarterly titulándolo Trabajadores, Ganancias, Ahorros y Huelgas. En este, argumentaba que la pobreza era causada en muchas ocasiones por improvistos habituales: 

En tiempos de gran prosperidad, cuando los salarios son altos y los molinos están funcionando a tope, no es cuando los Institutos Tecnológicos y las Escuelas florecen, sino cuando los cantineros y vendedores de cerveza se hacen ricos... Un trabajador que gana entre 50s y 60s a la semana (debajo del porcentaje del salario de un empleado bancario) estaba destinado a habitar un miserable cuarto de una recámara en un mal vecindario, siendo ese mismo cuarto la cocina, sala, y recámara para toda una familia, la cual consiste en un esposo, su esposa, cuatro hijos, dos gatos y un perro. Se le  preguntó al testigo: ¿Cree que esta familia tiene posibilidades de mejorar su situación?  Están desahuciados, dijo.

En 1866 renunció a su puesto como secretario del Leeds y Thirsk Railway para se presidente del National Provident Institution, puesto que deja en 1871, después de sufrir un fuerte accidente cerebrovascular. Finalmente se recuperó, aprendiendo a leer y escribir de nuevo e incluso escribió algunos libros después de su recuperación.  
En 1875 su libro Thrift fue publicado. En este, dice, "ser rico no constituye ningún tipo de distinción. Sólo la gente vulgar admira a los ricos por ser ricos". Afirmó que la Poor Law Amendment Act de 1834 era "es una de las más valiosas que se han incorporado en tiempos modernos al libro de estatutos". También criticó laissez-faire: 

Cuando se desataron los brotes de cólera y tifoidea, nos dijeron que no había Nadie a quien culpar. ¡Ese terrible Nadie! Cuanto tiene que responder. Ese Nadie ha hecho más daño que todo el mundo en sí. Nadie adultera nuestra comida. Nadie nos envenena con bebidas en mal estado. Nadie nos abastece agua sucia. Nadie propaga la fiebre en pasillos ciegos y caminos sin barrer. Nadie deja ciudades vacías. Nadie llena centros de detención, penitenciarías y cárceles. Nadie propicia ladrones, pescadores furtivos, borrachos. Nadie tiene una teoría—una teoría mortal. Está consagrada en dos palabras—Laissez faire—Dejar ser.  Cuando la gente es envenenada con yeso de París mezclado con harina, "Deja ser" es el remedio. Cuando usan anamirta cocculus en lugar de lúpulos, y los hombres mueren prematuramente, es fácil decir, "Nadie lo hizo". Deja a quienes pueden, que se den cuenta de que están siendo engañados: Caveat emptor.  Cuando la gente vive en viviendas sucias, déjenlos ser. Dejen que la miseria haga su trabajo; no interfieran con la muerte.

En 1881 declaró que,

El trabajo es exigente y sus ganancias son lentas. Algunas personas deciden vivir del trabajo de otros, y desde el momento en el que llegan a tomar esa decisión, se convierten en enemigos de la sociedad. No es tan frecuente que la aflicción lleve al hombre a cometer crímenes. En nueve de cada diez casos, es por elección, no por necesidad. La cobardía moral es exhibida tanto en la vida pública como en la privada. El esnobismo no se reduce a la adulación de los ricos, sino que se despliega con frecuencia al adular a los pobres... Ahora que las "masas" ejercen poder político, hay una tendencia creciente hacia su adulación, su halago, hablarles sólo con palabras dulces. Se les acreditan virtudes que saben que no poseen. Para ganar su simpatía, frecuentemente fingen tener interés por los desprotegidos. El agitador popular tiene que complacer a las personas a quienes se dirige, y siempre es muy gratificante para nuestro amor propio que nos digan que hay alguien a quien culpar por nuestro sufrimiento. Es muy raro que pase que estos oradores sugieran que, aquellos a quienes se dirigen, sean a quienes culpen por su sufrimiento, o que hagan un mal uso de los medios para obtener la felicidad que está a su alcance... El capitalismo es meramente un hombre que no gasta todo lo que gana trabajando.

Cuando en 1892 Gladstone regresó al poder e introdujo su Second Irish Home Rule Bill, Smiles escribió a su hijo, que estaba en el Úlster:

"No te pongas rebelde. Mantente callado, aunque veo tu nombre entre los agitadores... Tu carta es terriblemente alarmante... Gladstone llegó al poder mientras nos amenaza una Guerra Civil. Esto no puede ser resultado de buen estatismo. Aun así hay liberales que aplauden al maníaco. Alas, ¡Alas al Liberalismo!... Debo avisar con seis meses de anticipación para retirar mis préstamos al B.R. Co., porque quiero quedarme con un poco de dinero para mi esposa e hijos, no para armar el Úlstermen.

 Smiles escribió a Lucy Smiles en 1893: "Este Home Rule Bill es horrible ... Estoy muy impresionado por esa casería miserable, estadistas mal hechos, arrojando al país a un estado de confusión. No puedo entender cómo tantas personas de esta parte de Gran Bretaña siguen a este maníaco, como un rebaño de ovejas. Simplemente se está llenando de engreimiento. ¡Alas! ¡Alas al liberalismo!"
Murió en Kensigton y fue enterrado en el Cementerio de Brompton.

## El manuscrito deConducta
Smiles intentó publicar Conducta en 1896. Se lo encargó a su editor, pero John Murray rehusó publicarlo. En 1898 le negaron publicar nuevamente. 
Después de la muerte de Smiles el 16 de abril de 1904, el manuscrito de Conducta fue encontrado sobre su escritorio, y por indicaciones de John Murray, fue destruido. No se sabe que exista otra copia.

## Legado
John Arthur Roebuck, Miembro Liberal del Parlamento, llamó en 1862 al libro de Smiles Workmen's Earnings, Strikes and Savings "un libro muy destacable" y citó pasajes del mismo en un discurso.
George Bernard Shaw, en su Ensayo Fabiano del Socialismo  (1862) llamó a Smiles "el Plutarco moderno".
El siglo diecinueve tardío y los principios del siglo veinte vieron el levantamiento del socioliberalismo, del Keynesianismo y el socialismo, los cuales, veían el ahorro de manera desfavorable. El economista neoliberal John A. Hobson y Albert Mummery en su Fisiología de la Industria (1889), afirmaron que ahorrar causaba en el subempleo de capital y trabajo en tiempos de depresiones comerciales. La Teoría General de Empleo, Intereses y Dinero (1936) por John Maynard Keynes intentó reemplazar los planteamientos clásicos del liberalismo económico. 
En 1905, el Obispo de Ripon, William Boyd Carpenter, alabó a Smiles: "El Obispo que había notado una ligera tendencia en algunos sectores para desprestigiar las energías acogedoras de la vida, que en un tiempo eran tan altamente considerados, hizo referencia a la aparición de Self-Help, de Samuel Smiles, quien hace 40 o 50 años dio conferencias en Leeds impulsando a los jóvenes a involucrarse en la autosuperación. Sus libros fueron leídos con extraordinaria avidez, pero surgió una escuela que enseñaba la existencia de lo bello y del no hacer nada. Esa escuela despreciaba el ahorro y no prestaba mucha atención en el carácter e, incluso, no mucha atención en el deber".
El Miembro del Parlamento Laborista David Grenfell, en un debate del Transitional Payments (Determination of Need) Act 1932, afirmó que la ley de 1932 "discriminante no en contra de los derrochadores, ociosos y de los que desperdician, sino en contra de los trabajadores, ahorrativos, que tienen que pagar una deuda pesada. El Ministro de Trabajo penalizó la autoayuda.  Despreció a Samuel Smiles y su trabajo.
El liberal Ernest Benn invoca a Smiles en 1949, mientras alababa las virtudes de autoayuda.
En 1962, el director del Instituto Británico de Administración, John Marsh, dijo que los jóvenes que ingresen a la industria necesitan un sentido de servicio y deber; deben de ser "hombres con carácter que sepan como comportarse bien durante las diferentes fases del éxito"; deben de poseer autodisciplina en cuanto a su comportamiento y pensar: "Aún hay algo que decir sobre la doctrina de autoayuda de Samuel Smiles".
El economista liberal Friedrich Hayek escribió en 1976: "Probablemente es desafortunado que, especialmente en EUA, escritores populares como Samuel Smiles... hayan defendido la libre empresa con base en que regularmente premia a quien lo merece, y es un mal presagio para el futuro de la regulación del mercado que parece ser la única defensa que el público general entiende. Esta se ha convertido ampliamente en la base de la autoestima del hombre de negocios, la cual le da un aire de elitismo que no lo hace muy popular.

## Escritos

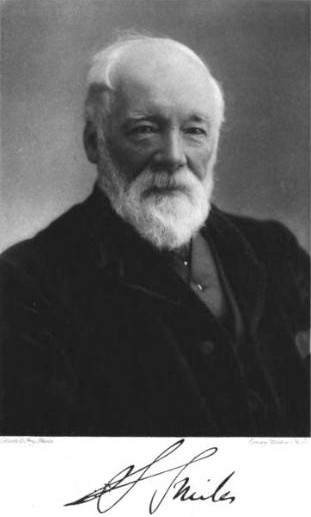

### Temas de autoayuda
- Auto-ayuda, 1859
- Carácter, 1871
- Ahorro, 1875
- Deber, 1880
- Vida y trabajo, 1887

### Trabajos biográficos
- La vida de George Stephenson, 1857
- La Historia de la Vida de George Stephenson, Inglaterra, 1859 (compendio del anterior)
- Biografías breves, Boston, 1860 (artículos reimpresos de impresiones periódicas como el Quarterly Review)
- Las Vidas de los Ingenieros, 5 volúmenes, Londres 1862
  - Vol 1, Ingenieros tempranos – James Brindley, Sir Cornelius Vermuyden, Sir Hugh Myddketon, Capitán John Perry
  - Vol 2, Puertos, Faros y Puentes – John Smeaton y John Rennie (1761–1821)
  - Vol 3, La Historia de los Caminos –  John Metcalf y Tomas Telford
  - Vol 4, La Máquina de Vapor – Boulton y Watt
  - Vol 5, La Locomotora – George Stephenson y Robert Stephenson
- Biografía Industrial, 1863

Incluye las vidas de Andrew Yarranton, Benjamin Hunstman, Dud Dudley, Henry Maudslay, Joseph Clement, etc.
- Vol 4 Boulton y Watt, 1865
- Los Hugonotes: Sus Asentamientos, Iglesias e Industrias en Inglaterra e Irlanda, 1876
- Los Hugonotes en Francia, 1870
- Vida de los Ingenieros, nueva edición en 5 volúmenes, 1874

(incluye las vidas de Stephenson y Boulton y Watt)
- Vida de un Naturalista Escocés: Thomas Edward, 1875
- George Moore, Comerciante y Filántropo, 1878
- Robert Dick, Panadero de Thurso, Geólogo y Botánico, 1878
- Hombres de Invención e Industria, 1884

Phineas Pett, Francis Pettit Smith, John Harrison, John Lombe, William Murdoch, Frederic Koenig, La Familia Walter de The Times, William Clowes, Charles Bianconi, y capítulos sobre la Industria de Irlanda, Embarcadero de Belfast, Astrónomos y estudiantes con vida humilde.
- James Nasmyth, ingeniero, una autobiografía, editado por Samuel Smiles, 1885
- Un editor y sus Amigos. Memorias y Correspondencia del Difunto John Murray, 1891
- Jasmin. Barbero, Poeta, Filántropo, 1891
- Josiah Wedgwood, su Historia Personal, 1894
- La Autobiografía de Samuel Smiles, LLD, editado por T. Mackay

El crecimiento de la arqueología e historia industrial en Gran Bretaña en los años sesenta, causó la reimpresión de algunos de estos títulos, y algunos de ellos están disponibles en la Web en fuentes como Proyecto Gutenberg. Ver la nota más abajo. 

## Otras lecturas
- Christopher Clausen, 'How to Join the Middle Classes with the Help of Dr. Smiles and Mrs. Beeton', American Scholar, 62 (1993), pp. 403–18.
- K. Fielden, 'Samuel Smiles and self-help’, Victorian Studies, 12 (1968–9), pp. 155–76.
- J. F. C. Harrison, 'The Victorian gospel of success', Victorian Studies, 1 (1957–8).
- Adrian Jarvis, Samuel Smiles and the Construction of Victorian Values (Sutton, 1997).
- Thomas Mackay (ed.), The Autobiography of Samuel Smiles (John Murray, 1905).
- R. J. Morris, 'Samuel Smiles and the Genesis of Self-Help ', Historical Journal, 24 (1981), pp. 89–109.
- Jeffrey Richards, 'Spreading the Gospel of Self-Help: G. A. Henty and Samuel Smiles', Journal of Popular Culture, 16 (1982), pp. 52–65.
- Tim Travers, 'Samuel Smiles and the Origins of "Self-Help": Reform and the New Enlightenment', Albion, 9 (1977), pp. 161–87.